# Голсорхи, Хосров
Хосров Голсорхи (перс. خسرو گلسرخی‎; 23 января 1944, Решт — 18 февраля 1974, Тегеран) — иранский журналист, поэт и революционер (коммунист).
Речь Голсорхи во время показанного по телевидению судебного процесса и последующая казнь через расстрел в 1974 году закрепила его место в культурной и политической истории современного Ирана.
Американский журналист иранского происхождения Хуман Маджд описал его как «фигуру сродни Че Геваре для молодых иранцев 1974 года».

## Биография

### Литературная деятельность
Голсорхи родился в провинциальной семье, тесно связанной с партией «Туде». Он потерял отца в раннем детстве и вырос в доме своего деда по материнской линии, священнослужителя из Кума. После смерти своего деда в 1962 году он вместе с матерью переехал в Тегеран, где ему пришлось зарабатывать на жизнь, пока учился, чтобы получить аттестат о среднем образовании. В начале 1960-х он начал сотрудничать с ежедневными газетами Тегерана, включая «Ayandagan», «Эттелаат» и «Кейхан», но большинство его зрелых сочинений и стихов были опубликованы к концу этого десятилетия в таких влиятельных литературных и культурных журналах, как «Negin» и левые периодические издания «Sahand», «Arg» и «Čāpār». В 1969 году он женился на поэтессе и журналистке Атефе Горгин. Голсорхи назвал своего сына Дамуном, что на гилякском означает «лесной заповедник», в память о Дженгелийском движении 1915—1920 годов. Его сборник прозы и стихов был опубликован посмертно после революции 1979 года.

### Критика шахского режима
Во второй половине 1960-х противостояние шахскому правительству и правящему классу усилилось, отчасти вызванное растущим протестным движением среди интеллектуалов, а отчасти одновременным преобладанием и привлекательностью революционных идей на международной арене. Алжирская, кубинская и вьетнамская борьба, а также радикальные студенческие движения в Европе, Северной и Южной Америке оказали большое влияние на интеллигенцию третьего мира, включая Иран. Закрытие каналов для высказывания критических взглядов, кульминацией которого стало упразднение в 1970 году «Ассоциации писателей» (Kanun-e Nevisandegan-e Iran), подтолкнуло молодых активистов интеллигенции к двум основным радикальным партизанским группировкам — марксистско-ленинский «Федаин-э Халк» и исламо-марксистской «Моджахедин-э Халк».
Репрессии против представителей интеллигенции было вызвано тем, что органам безопасности любая критика шахского правительства казалась подстрекательством к вооруженному восстанию.
Поэзия и теоретические сочинения Голсорхи о литературе и искусстве, глубоко погруженные в эту напряженную атмосферу, были прочитаны молодыми радикалами, транслировались по радиостанциям революционных групп и транслировались в Иран из социалистического лагеря. Позднее эту разновидность литературы назвали «партизанской поэзией» (Sher-e cheriki) и «поэзией леса» (Sher-e jangal), причем последняя имела прямое отношение к первому «партизанскому восстанию» Федаин-э Халк в окретсностях Сияхкяля в феврале 1971 года. Точная степень и детали причастности Голсорхи к подпольной политической деятельности остаются неясными.

### Арест Голсорхи и его казнь

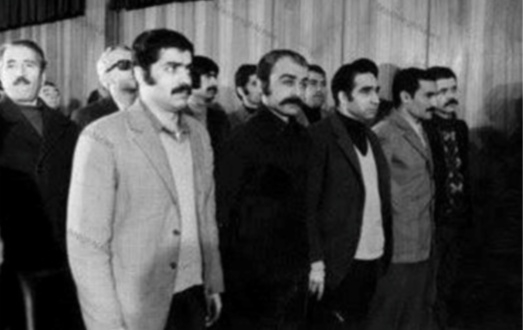
Судебный процесс над Голсорхи, 1974 год

Голсорхи был арестован САВАКом в начале 1973 года. Несколько месяцев спустя, когда он находился в тюрьме, правительство объявило об аресте группы из одиннадцати человек (известной как «Группа Голсорхи») по обвинению в заговоре с целью похищения члена шахской семьи, якобы с целью заставить САВАК освободить некоторых членов их группы из тюрьмы. В состав группы входили писатели, поэты и режиссеры, в том числе Керамат Данешиан, Мохаммад-Реза Алламазада, Тайфур Батхаи, Аббас-Али Самакар, Манучехр Могаддам Салими, Ирадж Джамшиди, Мортаза Сиафуш. Фархад Каишари, Мариам Эттехадия, Эбрагим Фарханг-Рази и Шокух Фарханг-Рази (Мирзадаги). Правительство объявило, что Голсорхи также принадлежал к данной группе.
Похоже, что предполагаемый заговор и аресты были организованы САВАК, чтобы скрыть свою неспособность задержать руководство «Федаин-э Халк», чьи подрывные действия в начале 1970-х годов были восприняты как серьезная угроза режиму. Позже выяснилось, что арестованные не принадлежат к единой сплоченной группе и что некоторые из них даже не были лично знакомы друг с другом. Апелляционный процесс группы проходил в военном суде в конце 1973 — начале 1974 года, а слушания транслировались по национальному телевидению. САВАК попытался использовать судебные слушания, чтобы продемонстрировать свой успех в борьбе с партизанским движением, применив пытки к арестованным, чтобы подготовить обвиняемых к признанию в их предполагаемых преступлениях и просить о помиловании. Некоторые из подсудимых «сознались» в обвинениях, по которым было представлено мало доказательств, и просили шахского помилования. Но первые пятеро отказались признаться, даже несмотря на то, что они явно подверглись сильным пыткам.
В своих защитных речах Голсорхи и Данешиан пошли еще дальше и использовали телешоу для критики режима и призыва к радикальным и революционным изменениям на марксистско-ленинской основе. В то время как защита Данешиана была более изощренной, защита Голсорхи была яростно революционной по своей тональности. Он защищал свою марксистскую позицию, напоминая, что он извлек первые уроки революции, следуя примеру первого шиитского имама Али ибн Абу Талиба и его сына, имама Хусейна ибн Али. Неожиданная тирада обоих подсудимых была наконец остановлена военным судьей. Они были казнены в феврале 1974 года, подписав свое завещание как «Народные фидаи», что в переводе означает «преданный народу», но также может быть воспринято как намек на их симпатии к партизанам «Федаин-э Халк». Однако, нет четких доказательств того, что эти двое или любой другой член группы имели какие-либо прямые связи с очень засекреченной партизанской организацией.
Примечательно, что Голсорхи и Данешиан выбрали военный показательный процесс местом проведения своей акции протеста в прямом эфире в поддержку масс, потому что точно в то же время шах Мохаммед Реза Пехлеви проводил Конференцию по правам человека в Тегеране.

## Оценка личности
Различные версии судебного разбирательства с цензурой и без цензуры появлялись с 1979 года, когда оно транслировалось впервые. Самый острый момент судебного процесса — это когда главный судья военного трибунала прерывает восхваление Голсорхи исламу и марксизму и приказывает ему ограничить свои заявления собственной защитой. Голсорхи отказывается это делать и продолжает свое выступление на тему защиты масс. Когда главный судья настаивает на своем требовании, Голсорхи прекращает свою речь, говоря: «Я тогда сяду. Я не буду говорить, я сяду», и он садится. Это последний раз, когда публика видела и Хосрова Голсорхи, и Керамат Данешиан.
Что касается качества его поэзии и его теоретических работ в литературе и искусстве, иранский поэт Мохаммад Шамс Лангеруди, автор подробной аналитической истории современной персидской поэзии (IV, с. 3760), резюмирует вклад Голсорхи в следующих словах: «Самым влиятельным инцидентом в партизанской поэзии стала казнь в 1974 году известного поэта и писателя Хосрова Голсорхи. Он не был ни великим поэтом, ни проницательным журналистом, ни даже знающим литературоведом и исследователем. Но он был последовательным, искренним и эмоциональным революционером, который, безупречно защищая обездоленные массы при шахском военном суде, пожертвовал своей жизнью за свои убеждения».
Безымянная могила Голсорхи на кладбище Бехеште-Захра недалеко от Тегерана, обнаруженная левыми революционерами в 1978 году, стала местом сбора их политических собраний. Он и по сей день остается мучеником для разных левых народных фронтов.